# رولا سعد (مغنية)
رولا سعد (25 آب/أغسطس 1978 -)، مغنية لبنانية.

## حياتها
- ولدت في بيروت وتوفي والدها وعمرها لم يتجاوز خمسة أشهر، وبعد سنة ونصف هجرتها امها هي واخوتها «زينة – ماري روز – جورج» وتزوجت. ثم عاشت رولا في دير للراهبات حتي عمر 6 سنوات، وكانت تنتقل بين بيت جدها وبيت عمها،
- افتتحت وكالة للازياء هي واختها وكان اسم الوكالة «جورجيو»، ثم أغلقت الوكالة لاحقا وتوفي أخوها جورج الذي كان مقعداً علي كرسي متحرك، وكان عمره 28 سنة.[2]
- كان جورج بالنسبة لـ«رولا» الأب والاخ والعائلة كلها، حيث كان سرها وكل حياتها، وكانت وفاته أمر واقسي ما مر بحياتها، واهدت لروحه أغنية وينك البي نار.[3]

## المسيرة الفنية
ظهرت رولا أول بداياتها الفنية مع الفنان صابر الرباعي بكليبين هما «أتذكرك» و«حيروني» للفنان التونسي صابر الرباعي و«أستاذ عشق» للفنان السعودي عبد الله رشاد.
- شاركت بمسلسلين بأدوار بسيطة هما مسلسل «الكنز» و«الفصول الأربعة».
- أول من شجعها علي خوض تجربة الغناء هو فؤاد عواد بالكونسرفتوار اللبناني، ثم محسن جابر صاحب شركة عالم الفن، حيث أنتج لها كليب «علي دا الحال»، ولم تكن رولا راضية عنه وقتها، وعدها محسن جابر ان لا يعرض الكليب، وتفاجئت رولا بعض اربع سنوات بعرضه مما أغضبها جدا، وصورت أيضا مع عالم الفن كليب «لي بتعمل كدا» مع المخرجة ميرنا خياط
- ظهورها القوي للناس مع الشحرورة صباح في كليب «يانا يانا»، حيث اعتبرته ولادتها الحقيقية، والدعم الأكبر والاقوي فنيا.
- تعتبر رولا الشحرورة مثلها الاعلي بالحياة، وبكل شيء، ثم عملت معها ديو آخر هو «دلوعة», ولا تنكر رولا ان الشحرورة صباح لها فضل كبير عليها، حيث ساعدها ظهورها مع صباح علي انتشار اسرع بمجال الفن.
- توالت نجاحات رولا بأغاني منفردة حققت شهرة واسعة بالعالم العربي، حيث كان الكل يراهن علي انها ظاهرة ولن تنجح دون صباح.
- أول حفلاتها كانت بالإسكندرية مع الفنان راغب علامة، وحضرها أكثر من 13 الف متفرج، ثم توالت الحفلات، ولا تزال رولا تحصد النجاح والالقاب والتكريمات يوما بعد يوم.

## أبرز الأعمال التي قدمتها

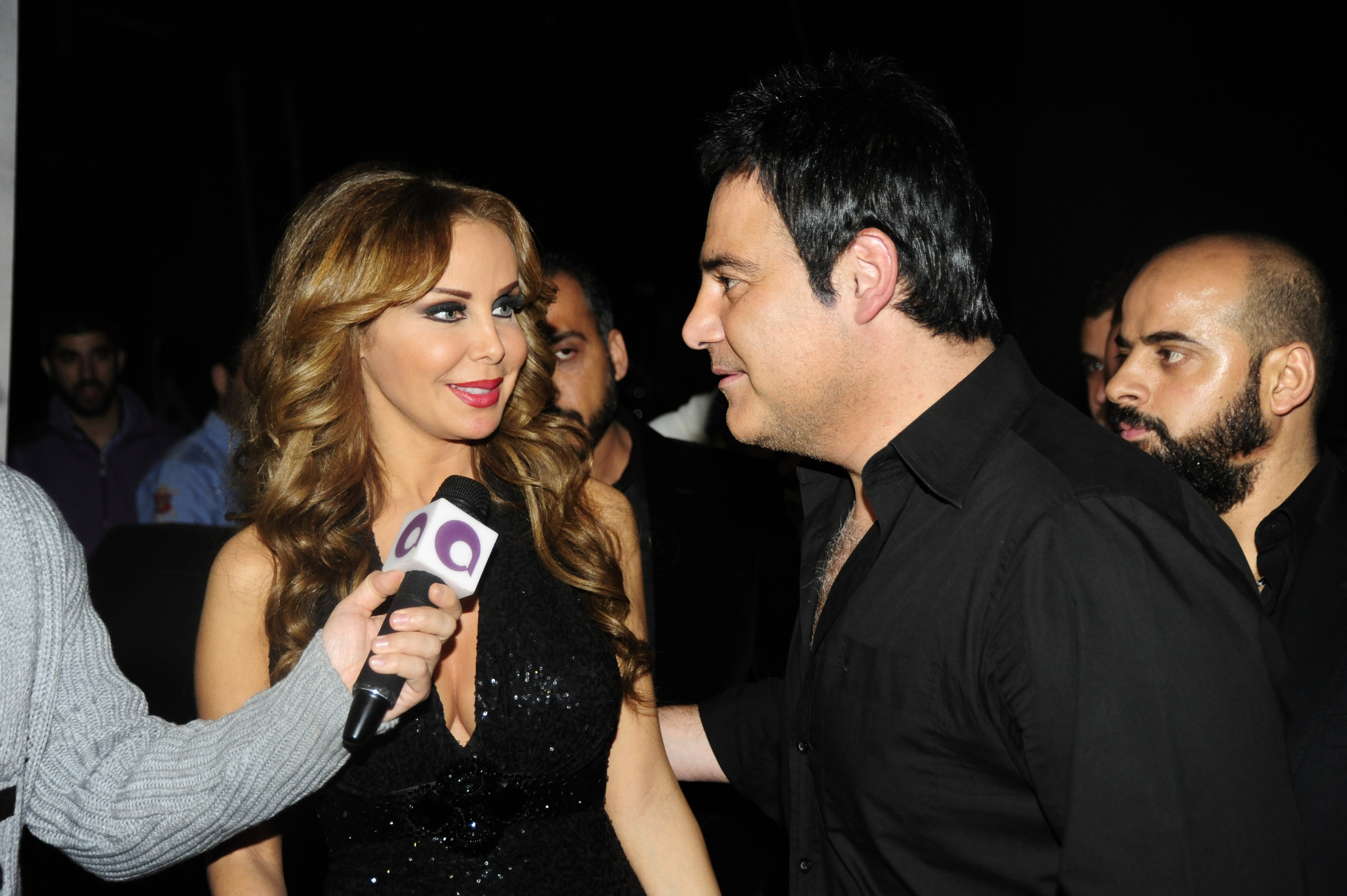
رولا سعد في حفلة كازينو لبنان، 21 نوفمبر 2012 مع عاصي الحلاني.

### الألبومات
1- ألبوم «علي دا الحال» عام 2004
- أنت اللي بحبك
- بحلم
- ليه تعمل كدا
- انا ايهانا ليك
- ما اكدبش عليك
- ان راح منك يا عين
- من كل العالم
- عايزة اتحب
- انا وياك
2- ألبوم «كل الغرام» عام 2007
- عن ازنك يا معلم
- كل الغرام
- هاموتك فيا
- انا ليل
- فكرك هنساك
- سحرهم
- لا قبلك ولا بعدك
- دا كلام
- يانا يانا
- وينك البي نار
- ياعيني عليك
- حياتي
- لو تبقي لليلي ضيفي
3- ألبوم «الفستان الأبيض» عام 2009
- الفستان الأبيض
- من بين الكل
- بشرفك
- نوياهالو
- انسي
- شايفاك ادامي
- رنة قبقابي
- ربنا يسمع منك
- بسبستللو
-رنة قبقابي
4 - البوم «رولا تغني صباح» عام 2012

### الفيديو كليبات
- ليه بتعمل كده/المخرجة ميرنا خياط
- يانا يانا ديو مع صباح المخرج بشير أسمر
- على ده الحال/المخرج أحمد مناويشي
- مرتاح ببعدي/أموت واشوف/المخرج مازن فياض
- سحرهم/المخرج جورج حداد
- دلوعة/المخرج بشير أسمر
- بعيدك انا/المخرجة ميرنا خياط
- حبيبي/المخرج أحمد كردوس
- عن ازنك يا معلم/المخرجة ميرنا خياط
- ناوياهالو/المخرج فادي حداد
- كلنا لبنان
- بسبستللو/المخرج فادي حداد
- بشرفك/المخرجة بيتينا الخوري
- شايفاك قدامي/المخرج فادي حداد
- المجوز الله يزيده/المخرح فادي حداد
- إده إده/المخرجة مي عمر
- رقصني دخلك، ساعات ساعات /المخرج وليد ناصيف
- مجنونة/المخرج صفوان مصطفى نعمو
- Excuse Me /المخرجة رندلى قديح
- كتير بجن عليك/المخرج فادي حداد
- دكان شلاطة
- اتقدم يا فرعون
- لاغيني تلاقيني/ المخرج زياد خوري (مخرج)

### في مجال الإعلانات
- صورت إعلانين لشركة عبد الخالق سعيد للعطور لعطرين يحملان اسما اغيتين هما «حبيبي» و«دلوعة».
- قدمت برنامج ترفيهي علي قناة الحياة المصرية بعنوان «الحياة حلوة».
- مقدمة برنامج ليالي الأنس رمضان 2014

### في السينما والتلفاز
- 1999: مسلسل الفصول الأربعة
- 2005: مسلسل قصة سلمى
- 2007: فيلم غرفة 707
- 2011: مسلسل صايعين ضايعين
- 2012: مسلسل البحر والعطشانة
- 2014: مسلسل الدجال
- 2019: مسلسل مجنون فيكي

## الجوائز
- أبرز الجوائز التي حصلت عليها

نالت رولا العديد من الالقاب الجمالية، والفنية، والتكريمات والجوائز بمسيرة حياتها الفنية القصيرة.
- حصلت علي لقب مطربة المونديال، حيث كانت الفنانة العربية الأولى التي شاركت في المونديال 2010.
- حصلت رولا سعد علي جائزة أفضل فيديو كليب عن عمل «ناويهالو» عام 2008 كتكريم من طلاب الجامعة اللبنانية الأمريكية.
- حصلت رولا علي لقب ملكة جمال الفنانات العرب عام 2008.

## أبرز المواقف في حياتها
- اتهام هيفاء وهبي لها بسرقة اغنيتها المسماة «ايه ده إيه ده الصوت ده جاي منين»، ولكن رولا نفت ذلك.
- اثبتت احقيتها في هذه الأغنية، وان الأمر معروض علي القضاء، وهو الذي سيحكم في هذا الأمر.
- كذلك اتهام هيفاء وهبي لها بترويج فيلم اباحي لها، ولكن القضاء انصف رولا من هذا الاتهام.
- عام 2012 اطلقت رولا البوم رولا تغني صباح الالبوم الذي حقق نجاحا باهرا بالعالم العربي

## أبرز آرائها وأقوالها
- رأيها حول سر نجاح اغنياتها:
- تقول رولا ان سر ذلك هو ان اغنياتها تتحدى الملل وصادرة من القلب وأي شيء يخرج من القلب لابد أن يتسلل إلى القلوب ويصادف نجاحا سواء كان أغنية أو أي عمل يقوم به الإنسان.
- تقول رولا: «أخاف جدا من الظلام ومن التقدم في السن لان الشيخوخة شيء مرعب».

## وصلات خارجية
- رولا سعد على موقع ميوزك برينز (الإنجليزية)
- رولا سعد على موقع ديسكوغز (الإنجليزية)